# Lê Công Vinh
Lê Công Vinh (* 10. prosince 1985) je vietnamský fotbalista a reprezentant.

## Reprezentační kariéra
Lê Công Vinh debutoval v A-mužstvu Vietnamu v roce 2004. S vietnamskou reprezentací se zúčastnil Mistrovství Asie 2007.

## Statistiky
K roku 2015
| Vietnam | Vietnam | Vietnam |
| Roky    | Záp.    | Góly    |
| ------- | ------- | ------- |
| 2004    | 10      | 7       |
| 2005    | 0       | 0       |
| 2006    | 3       | 2       |
| 2007    | 13      | 7       |
| 2008    | 12      | 5       |
| 2009    | 3       | 1       |
| 2010    | 1       | 1       |
| 2011    | 5       | 7       |
| 2012    | 7       | 1       |
| 2013    | 1       | 0       |
| 2014    | 9       | 8       |
| 2015    | 5       | 1       |
| Celkem  | 69      | 40      |